# Manadixi
Manadixi (en rus: Манадыши) és un poble de la República de Mordòvia, a Rússia, segons el cens del 2010 tenia 147 habitants, pertany al municipi de Sabantxéievo.